# Anna Libak
Anna Christine Libak (født 6. oktober 1968 i København) er en dansk journalist, redaktør, ruslandskender, oversætter, foredragsholder, forfatter og digter.

## Baggrund
Libak er uddannet cand.mag. i russisk og samfundsfag fra Aarhus Universitet.
Derudover er hun uddannet sprogofficer i russisk.
Libak er gift med Christian Dons Christensen, der var kontorchef i Udenrigsministeriet, før han i august 2015 blev ambassadør i Ukraine,
og senere, fra 2017, departementschef i Kirkeministeriet.

## Karriere

### I medierne
I 1996 blev hun ansat som journalist på Information,
før hun i 1999 blev Berlingske Tidendes korrespondent i Moskva.[kilde mangler]
Senere blev Libak samfundsredaktør og litteraturredaktør på Weekendavisen
indtil hun blev udlandsredaktør ved Berlingske i 2014.
Hun forlod Berlingske i maj 2017.
Det skete i protest over ikke længere at skulle være medlem af chefredaktionen og med en kritik af topstyringen på avisen.
Hun skiftede da til en værtsrolle på DR med programmet Sidste nyt fra Østfronten, hvor hun analyserede situationen i Rusland, Kina og Nordkorea, herunder den russiske informationskrig.
I februar 2020 blev Libak udenrigsredaktør hos Weekendavisen.
Til tidsskriftet Udenrigs har Libak bidraget med flere artikler,
blandt andet med boganmeldelser
og om Vladimir Putin.

### Forfatter
Libak har oversat russiske kriminalromaner, blandt andet Achilleus’ død af Boris Akunin. Hun vandt Alt for Damernes kriminovellekonkurrence i 1993.
I 2004 udgav hun Rusland på røde plader med beskrivelser fra Rusland.
Om hendes digtsamling fra 2010 Poesi for Papfamilier skrev Johannes Møllehave: "Børn, der elsker Halfdan kommer også til at li' Bak."
I 2018 udgav Libak bogen Forstå populismen!

### Fordragsholder og ruslandskender
Libak fungerer også som foredragsholder. Hun taler om russiske, danske og mediemæssige emner.
Medierne anvender hende fra tid til anden som ekspert i Rusland.

### Bestyrelsesarbejde
Libak sidder i bestyrelserne for Det Udenrigspolitiske Selskab og det landskabsarkitektoniske firma Schønherr.

### Politiske karriere
Libak havde en kort periode i aktiv politik fra 2018 til 2020.
Hun annoncerede i juni 2018, at hun ville stille op til næste folketingsvalg for Venstre, og hun blev tilbudt en plads i Hillerødkredsen.
Ved Folketingsvalget 2019 modtog Libak 6.260 personlige stemmer i Nordsjællands Storkreds, hvilket var partiets fjerdeflest stemmer i storkredsen.
Siden Venstre kun opnåede 3 mandater i storkredsen blev Libak førstesuppleant efter Sophie Løhde, Hans Andersen og Claus Hjort Frederiksen.
Da Libak i begyndelsen af 2020 meddelte af hun ville blive udlandsredaktør på Weekendavisen meddelte hun også at hun ville melde sig ud af Venstre for at der "ikke [skulle] herske tvivl om avisens redaktionelle uafhængighed".